# Baga (groupe de langues)
Pour les articles homonymes, voir Baga.
Le baga, ou barka, est un continuum linguistique parlé par le peuple Baga  de la côte guinéenne. Il est divisé en sept langues ou dialectes, dont les principales sont le landoma et le baga.
Le nom provient de la phrase bae raka, 'peuple du bord de mer'. La plupart des Bagas sont bilingues et pratiquent aussi la langue Soussou du continuum linguistique Mandé, langue officielle. Deux ethnies, Sobané et Kaloumont, ont abandonné leur langue d'origine (Baga) pour pratiquer la langue officielle Soussou.
À l'intérieur du continuum linguistique, les différences entre chaque dialectes sont parfois très importantes, au point de les considérer parfois comme deux langues différentes. Voici une liste de ces dialectes Baga :
- Baga Binari
- Baga Koga (Koba)
- Baga Manduri (Maduri, Mandari)
- Baga Sitemu (Sitemú, Stem Baga, Rio Pongo Baga)
- Baga Sobané (éteint)
- Baga Kaloum (éteint)

## Système nominatif
La langue Baga utilise des préfixes.

## Vocabulaire
Voici une liste de mots provenant du dialecte Baga Maduri :
- aceen - chien
- iceen - chiens
- alomp - poisson
- asɔɔp - cochon
- atɔf - terre (planète), terre (surface)
- daboomp da-ka-obɛ - la tête du chef
- daboomp da-wana - la tête de la vache
- dafɔr - oil
- dasek - une dent
- isek - les dents
- kəca - main, bras
- waca - mains, bras
- kufoon - cheveux
- mun - boire
- tafac - fer